# オルタ邸
座標: 北緯50度49分27秒 東経4度21分20秒 / 北緯50.82422778度 東経4.355433333度
オルタ邸（仏: maison de Victor Horta）は、1898年、ベルギーの、ブリュッセルのサン＝ジル、アメリカ通り25番地に、ヴィクトール・オルタが建築した邸宅。
オルタ自身の自宅兼作業場として建築したアール・ヌーボーの代表的な建築物である。蔦のデザインを中心とした鉄とガラスの建築。中央の2重ガラス屋根をもつ光庭に設けられた階段室は、アール・ヌーボーの典型的な空間である。
今日では、自邸のみがオルタ美術館として一般公開されている。この邸宅は2000年にオルタの他の3つの邸宅と共に「建築家ヴィクトル・オルタの主な都市邸宅群」として国際連合教育科学文化機関により世界遺産に登録された。
この邸宅を構成している2つの建物は1898年から1901年にかけて建設された。この2棟は一体として構想され、内部で繋がってもいるが、それぞれが独立した建物となっており、これはプライベートな領域と職業的なアトリエの区分を明確にするためであった。アトリエの存在は特にオルタによって構想された装飾的要素の複雑さによって証立てられる。これらは設計図だけでは不十分で、職人たちによる最終的な制作の前に鋳造やその他の下作りの作成が必要とされるようなものであった。
私邸には2つの階段がある。主人や招待客のための正面階段と、裏階段である。
最も注目に値するのは私邸の内部構造である――階によって明確には分かれておらず、2分の1、3分の1、4分の1の刻みで徐々に高くなっていく。このことは、中二階に分離壁がほぼないこととも相俟って、水平方向だけではないさまざまな見晴らしを開いており、邸宅を実際よりも遥かに広く感じさせている。さらに、オルタの仕事によく見られるように、階段は1つの階段室に収められるのではなく、サロンの中央から始まって家の真の脊柱を構成している。光は前後のファサードからだけではなく、階段の上にある見事なガラス天井からも取り入れられており、3部屋が一列に並びその中央の部屋が比較的暗くなることが多かった当時の古典的な家屋と比べて家の中央部まで遥かに明るくしている。

## 登録基準
この世界遺産は世界遺産登録基準のうち、以下の条件を満たし、登録された（以下の基準は世界遺産センター公表の登録基準からの翻訳、引用である）。
- (1) 人類の創造的才能を表現する傑作。
- (2) ある期間を通じてまたはある文化圏において、建築、技術、記念碑的芸術、都市計画、景観デザインの発展に関し、人類の価値の重要な交流を示すもの。
- (4) 人類の歴史上重要な時代を例証する建築様式、建築物群、技術の集積または景観の優れた例。

## ギャラリー

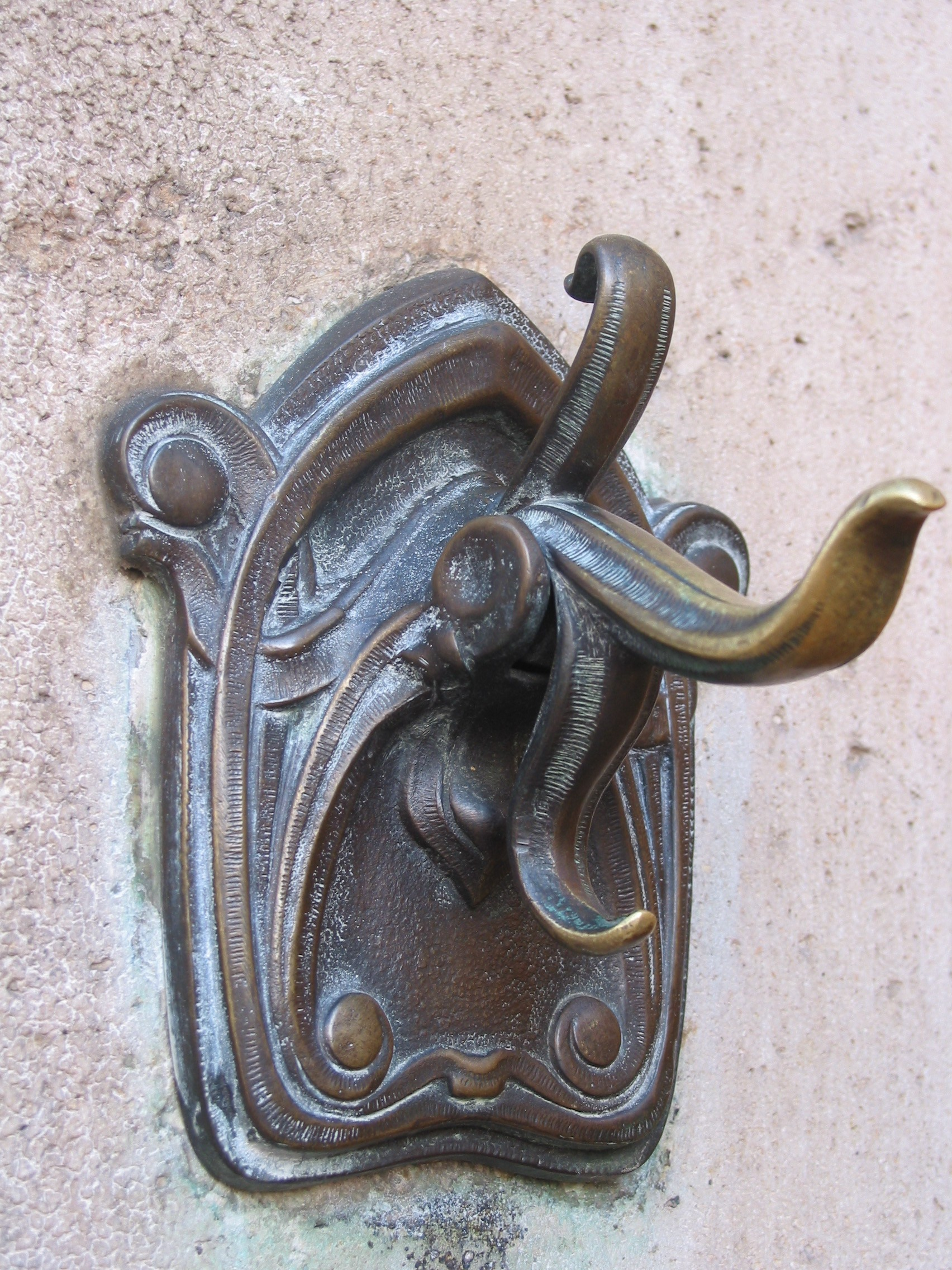
ドアの細部
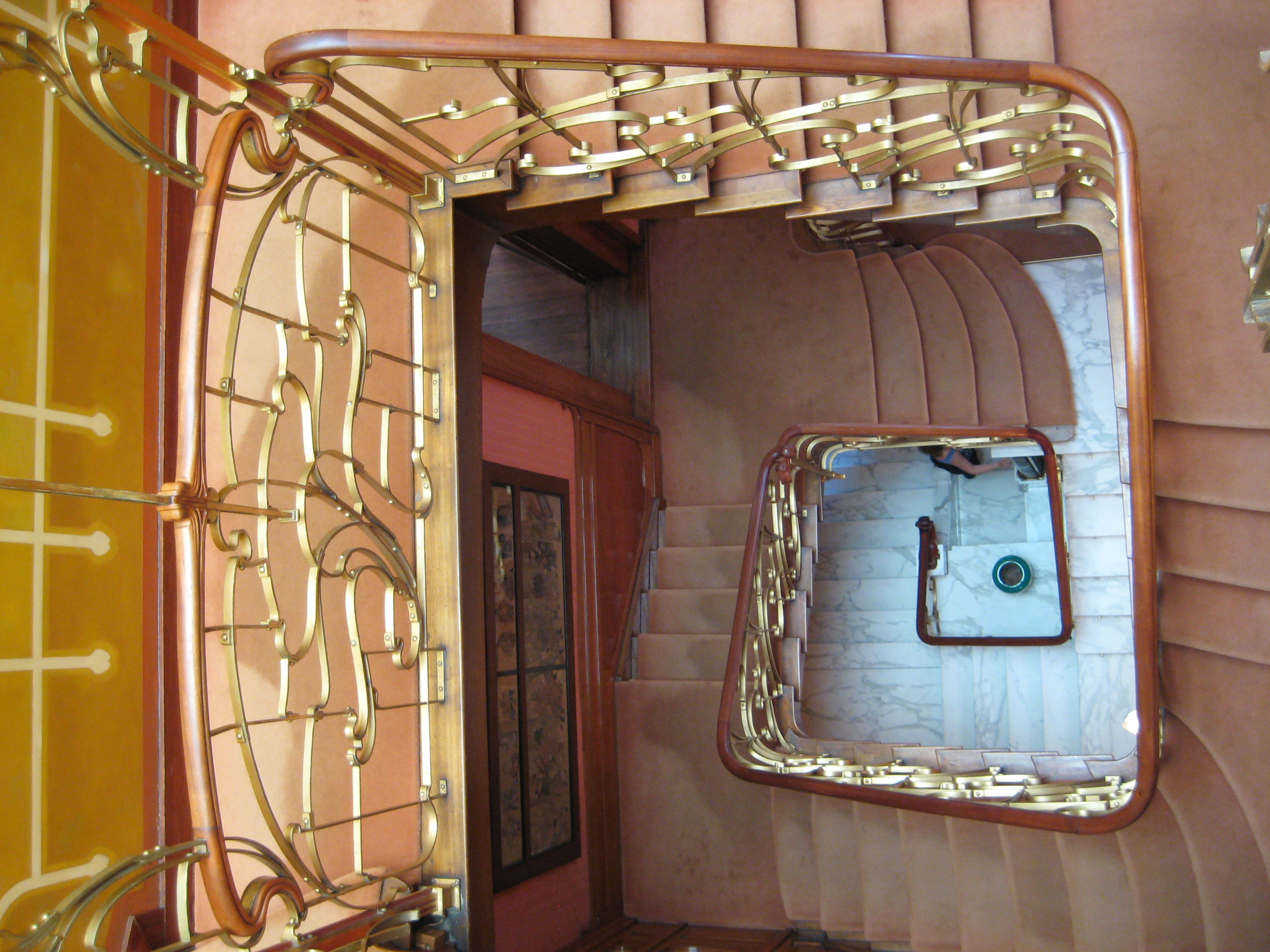
螺旋階段

## 関連文献
- 栗田仁/著、宮本和義/写真『ヴィクトル・オルタ　オルタ・ハウス−1901』 バナナブックス、2006年。ISBN 978-4-9029-3001-6
- Françoise Aubry (Text)/ Jacques Evrard and Christine Bastin　(Photography) : The Horta Museum, Saint-Gilles (Brussels). (Translated by Harriet Horsfield and Donald Pistolesi). Antwerp : Ludion 2013. ISBN 978-94-9181-901-8